# Энергетика

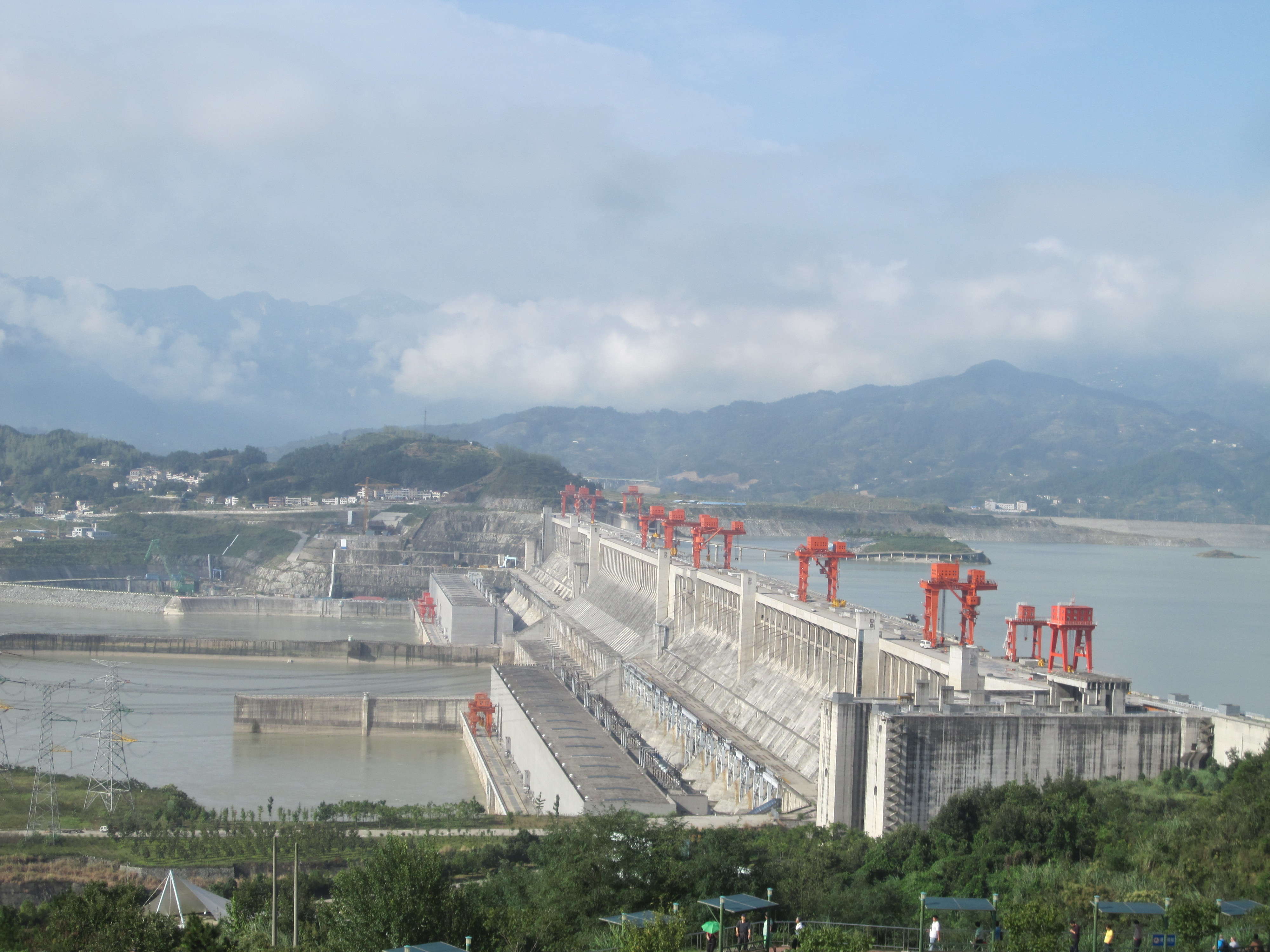
Крупнейшая в мире ГЭС — Три ущелья в Китае

Энерге́тика — область хозяйственно-экономической деятельности человека, совокупность больших естественных и искусственных подсистем, служащих для преобразования, передачи, накопления и использования энергетических ресурсов всех видов. 
Целью использования энергетики является обеспечение производства энергии путём преобразования первичной, природной энергии во вторичную, например в электрическую или тепловую энергию. При этом производство энергии чаще всего происходит в несколько стадий:
- получение и концентрация энергетических ресурсов, примером может послужить добыча, переработка и обогащение ядерного топлива;
- передача ресурсов к энергетическим установкам, например доставка газа, угля, мазута на тепловую электростанцию;
- преобразование с помощью электростанций первичной энергии во вторичную, например, химической энергии угля в электрическую и тепловую энергию;
- передача вторичной энергии потребителям, например по линиям электропередачи[1].

## Электроэнергетика
Доли в % различных источников в мировом производстве электроэнергии в 2019 году (IEA, 2021)
 Уголь/Торф (36,7 %) Природный газ (23,5 %) Гидро (16,0 %) Ядерная (10,3 %) Ветровая (5,3 %) Нефть (2,8 %) Солнечная (2,6 %) Биотопливо и энергия из отходов (2,4 %) Геотермальная, приливная и прочие (0,5 %)
Электроэнергетика — это подсистема энергетики, охватывающая производство электроэнергии на электростанциях и её доставку потребителям по линии электропередачи. Центральными её элементами являются электростанции, которые принято классифицировать по виду используемой первичной энергии и виду применяемых для этого преобразователей. Преобладание того или иного вида электростанций в определённом государстве зависит в первую очередь от наличия соответствующих ресурсов. Электроэнергетику принято делить на традиционную и нетрадиционную. В 2019 году 26,8 % мирового потребления электроэнергии было удовлетворено из возобновляемых источников энергии, вместе с ядерной энергетикой — 37,1 %.
| Год  | Сжигание угля | Сжигание природного газа | ГЭС    | АЭС    | Сжигание нефти | Прочие | Всего в год  |
| ---- | ------------- | ------------------------ | ------ | ------ | -------------- | ------ | ------------ |
| 1973 | 38,3 %        | 12,1 %                   | 20,9 % | 3,3 %  | 24,8 %         | 0,6 %  | 6 131 ТВт*ч  |
| 2019 | 36,7 %        | 23,5 %                   | 16,0 % | 10,3 % | 2,8 %          | 10,7 % | 27 044 ТВт*ч |

### Традиционная электроэнергетика

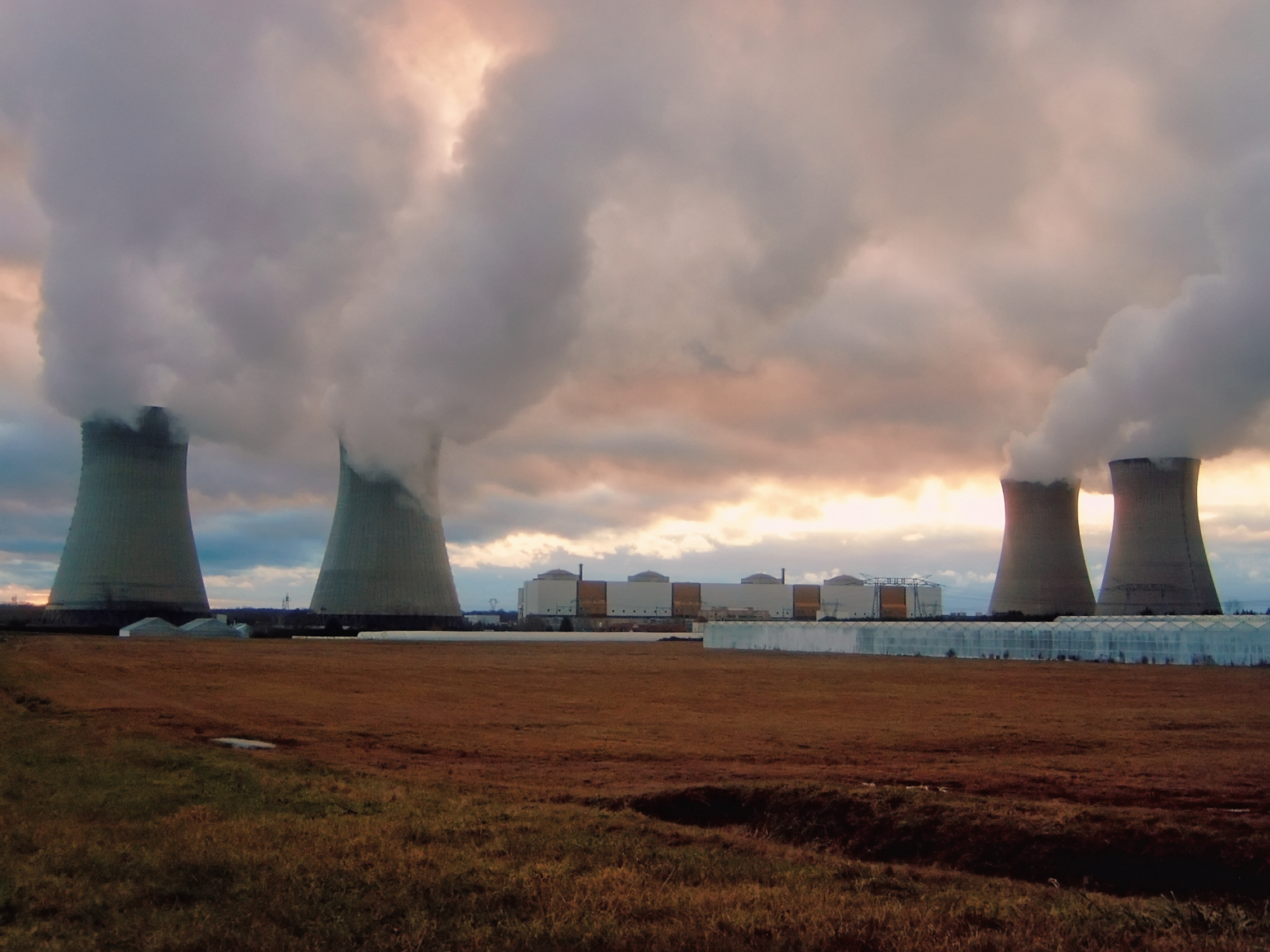
Градирни — необходимый элемент многих электростанций мира

Характерной чертой традиционной электроэнергетики является её давняя и хорошая освоенность, она прошла длительную проверку в разнообразных условиях эксплуатации.
Основную долю электроэнергии во всём мире получают именно на традиционных электростанциях, их единичная электрическая мощность очень часто превышает 1000 Мвт. Традиционная электроэнергетика делится на несколько направлений.

#### Тепловая энергетика
В этой отрасли производство электроэнергии производится на тепловых электростанциях (ТЭС), использующих для этого химическую энергию органического топлива. Они делятся на:
- Паротурбинные электростанции, на которых энергия преобразуется с помощью паротурбинной установки;
- Газотурбинные электростанции, на которых энергия преобразуется с помощью газотурбинной установки;
- Парогазовые электростанции, на которых энергия преобразуется с помощью парогазовой установки[8].

Теплоэнергетика в мировом масштабе преобладает среди традиционных видов, на базе угля вырабатывается 46 % всей электроэнергии мира, на базе газа — 18 %, ещё около 3 % — за счет сжигания биомасс, нефть используется для 0,2 %. Суммарно тепловые станции обеспечивают около 2/3 от общей выработки всех электростанций мира
На 2013 год, средний КПД тепловых электростанций был равен 34 %, при этом наиболее эффективные угольные электростанции имели КПД в 46 %, а наиболее эффективные газовые электростанции — 61 %.
Энергетика таких стран мира, как Польша и ЮАР практически полностью основана на использовании угля, а Нидерландов — газа. Очень велика доля теплоэнергетики в Китае, Австралии, Мексике.

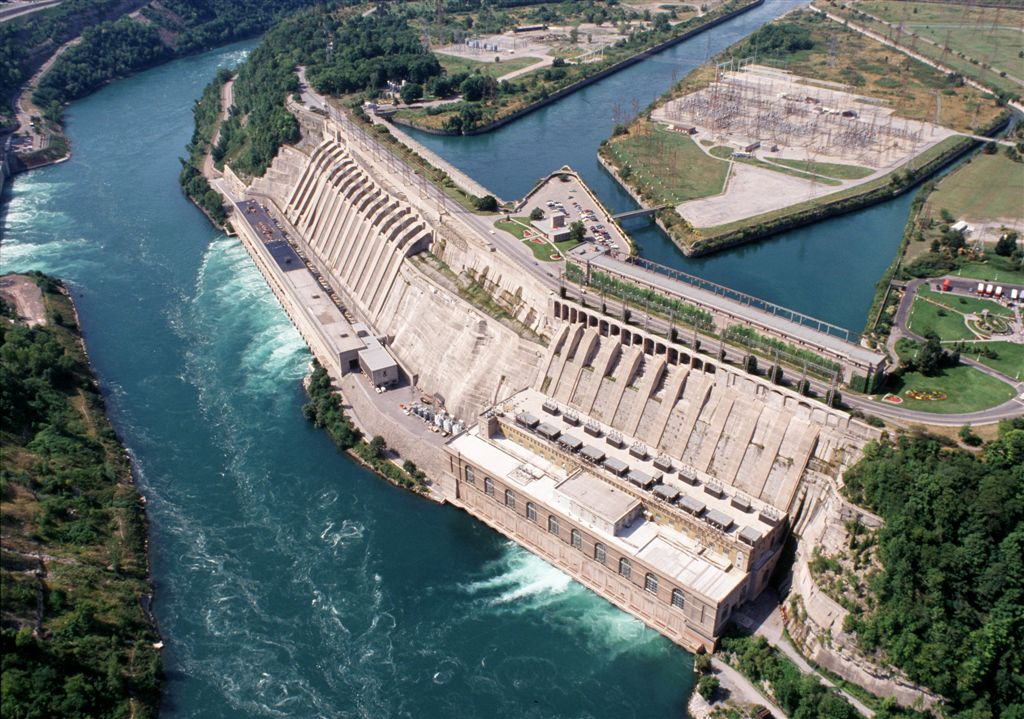
Крупная канадская ГЭС «Сэр Адам Бек» на Ниагарском водопаде.

#### Гидроэнергетика
В этой отрасли электроэнергия производится на гидроэлектростанциях (ГЭС), использующих для этого энергию водного потока.
ГЭС преобладает в ряде стран — в Норвегии и Бразилии вся выработка электроэнергии происходит на них. Список стран, в которых доля выработки ГЭС превышает 70 %, включает несколько десятков.

#### Ядерная энергетика

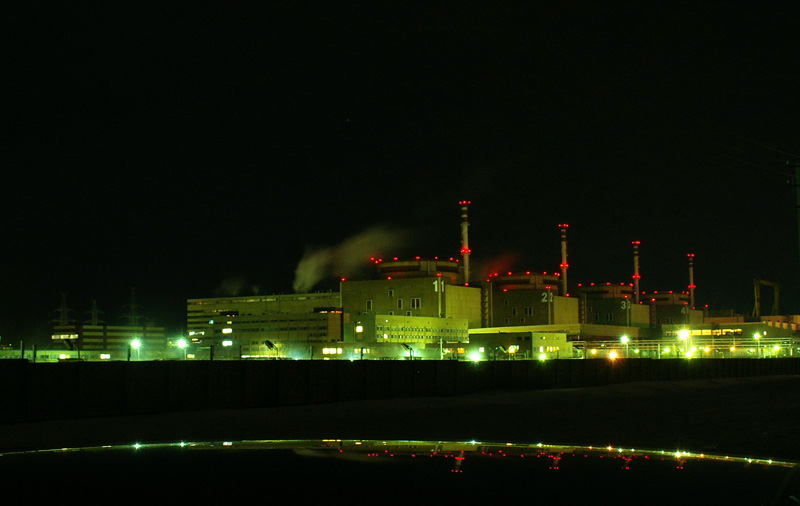
Балаковская АЭС ночью.

Отрасль, в которой электроэнергия производится на атомных электростанциях (АЭС), использующих для этого энергию управляемой цепной ядерной реакции деления, чаще всего урана и плутония.
По доле АЭС в выработке электроэнергии первенствует Франция, около 70 %. Преобладает она также в Бельгии, Республике Корея и некоторых других странах. Мировыми лидерами по производству электроэнергии на АЭС являются США, Франция и Япония.

### Альтернативная энергетика

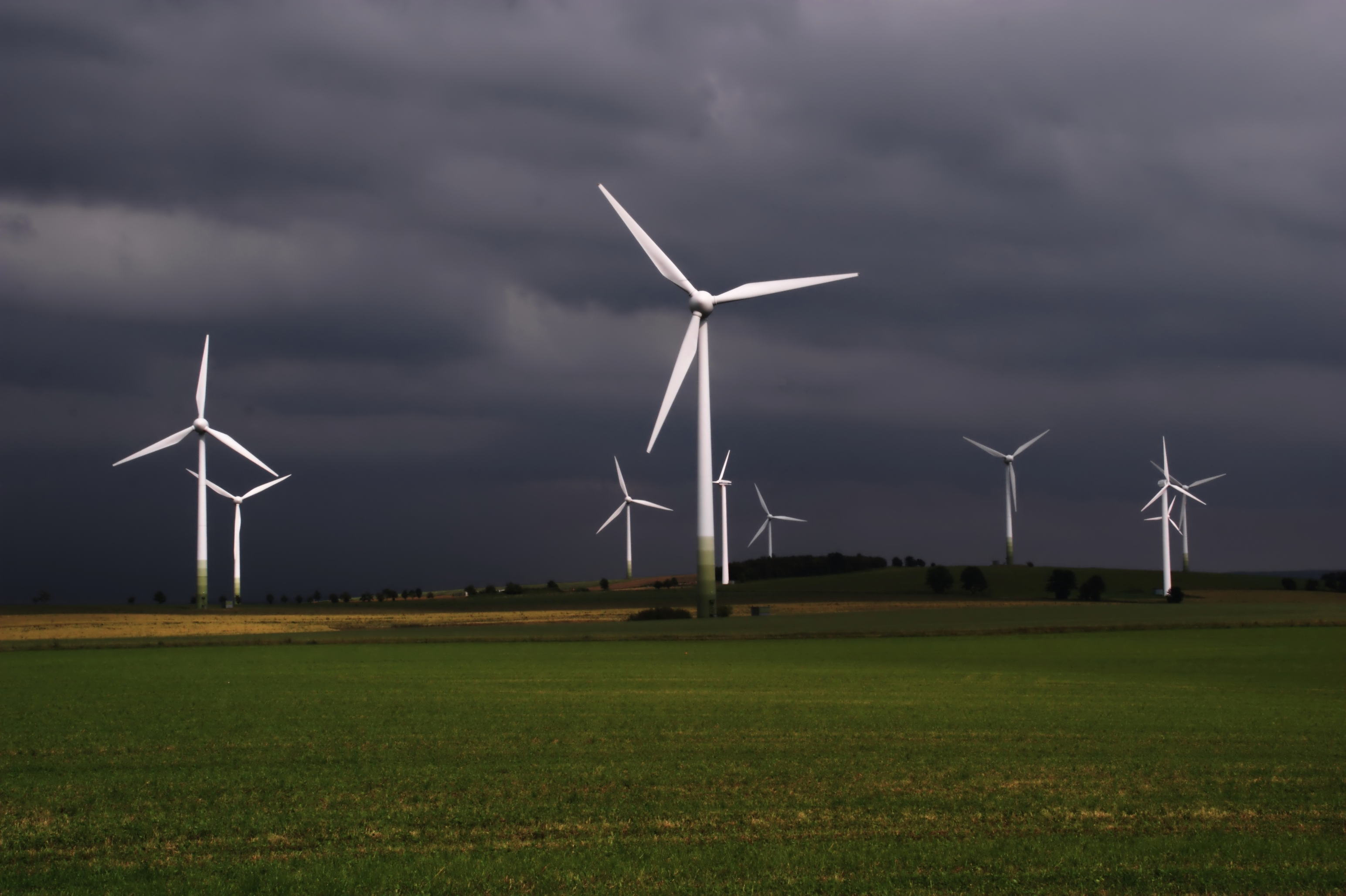
Ветрогенераторы в Германии

Большинство направлений альтернативной энергетики основаны на вполне традиционных принципах, но первичной энергией в них служат либо источники локального значения, например ветряные, геотермальные, либо источники находящиеся в стадии освоения, например топливные элементы или источники, которые могут найти применение в перспективе, например термоядерная энергетика. Характерными чертами альтернативной энергетики является её экологическая чистота, чрезвычайно большие затраты на капитальное строительство (например для солнечной электростанции мощностью 1000 МВт требуется покрыть весьма дорогостоящими зеркалами площадь около 4-х км²) и малая единичная мощность.
Направления альтернативной энергетики:
- Ветроэнергетика
- Солнечная энергетика
- Малые гидроэлектростанции
- Геотермальная энергетика
- Биоэнергетика
- Установки на топливных элементах
- Водородная энергетика
- Термоядерная энергетика.

Также можно выделить важное из-за своей массовости понятие — малая энергетика, этот термин не является в настоящее время общепринятым, наряду с ним употребляются термины локальная энергетика, распределённая энергетика, автономная энергетика и др. Чаще всего так называют электростанции мощностью до 30 МВт с агрегатами единичной мощностью до 10 МВт. К ним можно отнести как экологичные виды энергетики, перечисленные выше, так и малые электростанции на органическом топливе, такие как дизельные электростанции (среди малых электростанций их подавляющее большинство, например в России — примерно 96 %), газопоршневые электростанции, газотурбинные установки малой мощности на дизельном и газовом топливе.
Согласно данным BP, в 2019 году доля альтернативных возобновляемых источников энергии (без ГЭС) составила 10,8 % в мировой генерации электричества, впервые обойдя атомную энергию по этому показателю.
В 2019 году общая установленная мощность всей ветроэнергетики мира составила 651 ГВт. В 2019 году количество электрической энергии, произведённой всеми ветрогенераторами мира, составило 1430 тераватт-часов (5,3 % всей произведённой человечеством электрической энергии). В 2019 году общая установленная мощность всех работающих солнечных панелей на Земле составила 635 ГВт. В 2019 году всего работающие солнечные панели на Земле произвели 2,7 % мировой электроэнергии.
По состоянию на 2020 год суммарная мировая установленная мощность возобновляемой энергии (включая гидроэнергетику) — 2838 ГВт (гидроэнергетика обеспечивает производство до 41 % возобновляемой и до 16,8 % всей электроэнергии в мире, установленная гидроэнергетическая мощность достигает 1170 ГВт),
а суммарная мировая установленная мощность возобновляемой энергии (без гидроэнергетики) — 1668 ГВт. На 2020 год суммарная мировая установленная мощность солнечной энергетики достигает 760 ГВт.. 

Суммарная мировая установленная мощность ветроэнергетики (на 2020 год) достигает 743 ГВт, что эквивалентно годовым выбросам углерода в во всей Южной Америке или более 1,1 миллиарда тонн C02 в год..
Суммарная мировая установленная мощность биоэнергетики (на 2020 год) достигает 145 ГВт.; суммарная мировая установленная мощность геотермальной энергетики — 14,1 ГВт.

### Электрические сети

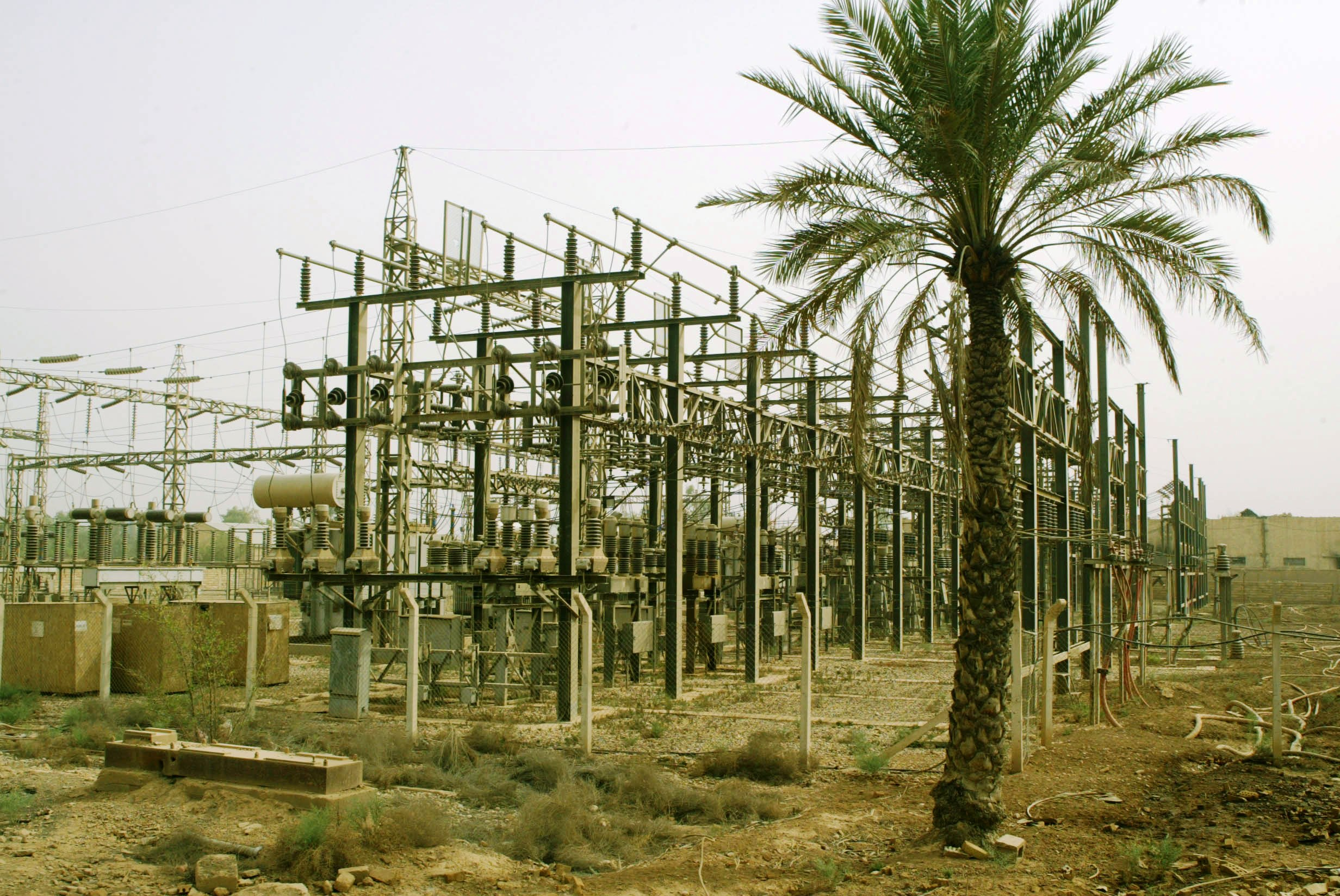
Электрическая подстанция в Багдаде, Ирак.

Электрическая сеть — совокупность подстанций, распределительных устройств и соединяющих их линий электропередачи, предназначенная для передачи и распределения электрической энергии. Электрическая сеть обеспечивает выдачу мощности электростанций, её передачи на расстояние, преобразование электрических параметров (напряжения, тока) на подстанциях и её распределение по территории до непосредственных потребителей электроэнергии.
Электрические сети современных энергосистем являются многоступенчатыми, то есть электроэнергия претерпевает большое количество преобразований на пути от источников электроэнергии к её потребителям. Также для современных электрических сетей характерна многорежимность, — это разнообразие загрузки элементов сети в течение суток и в течение года, а также разнообразие режимов, возникающих при выводе различных элементов сети в плановый ремонт и при их аварийных отключениях. Эти и другие характерные черты современных электросетей делают их структуры и конфигурации весьма сложными и различными.

## Теплоэнергетика

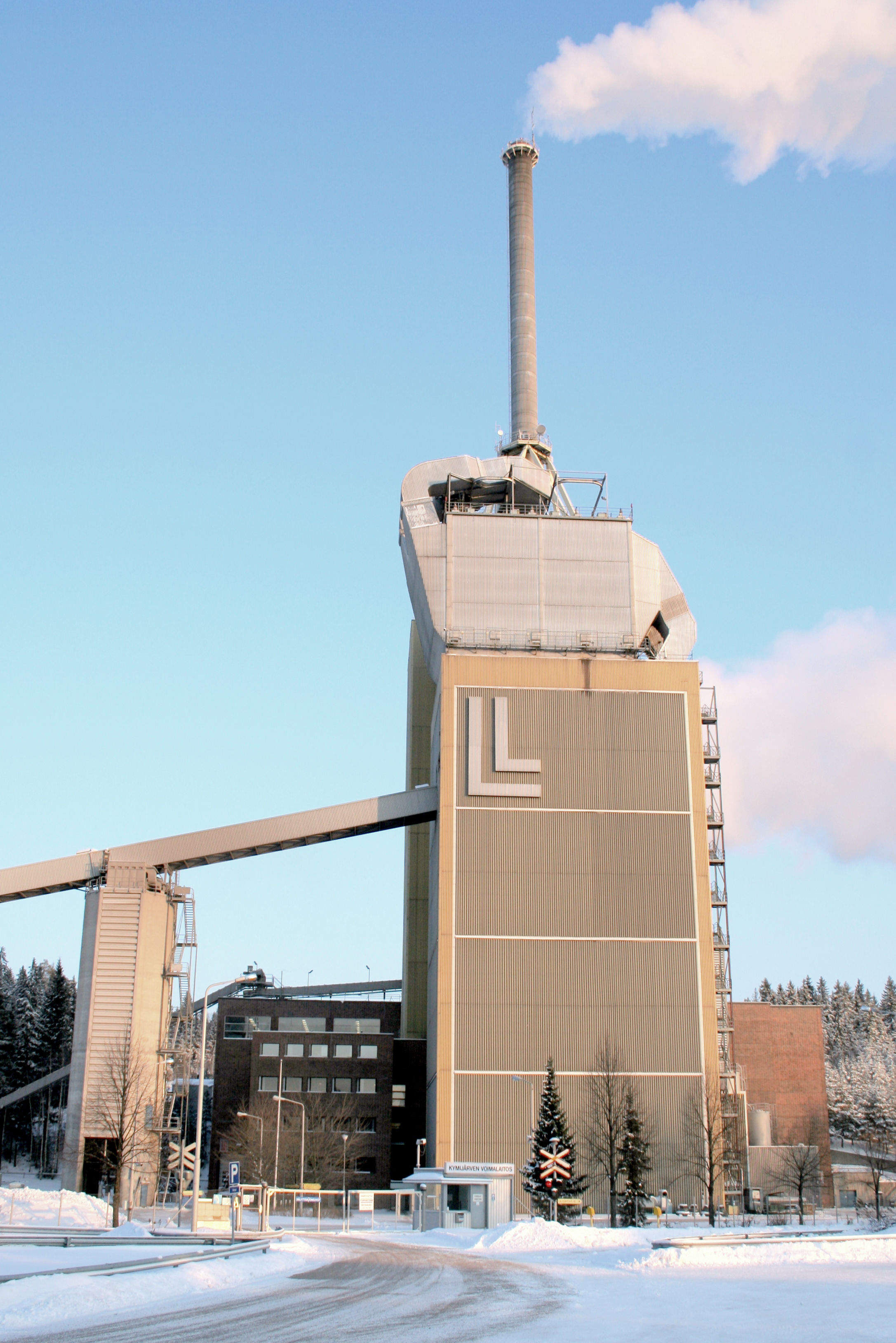
ТЭЦ в Финляндии.

Жизнь современного человека связана с широким использованием не только электрической, но и тепловой энергии. Для того, чтобы человек чувствовал себя комфортно дома, на работе, в любом общественном месте, все помещения должны отапливаться и снабжаться горячей водой для бытовых целей. Так как это напрямую связано со здоровьем человека, в развитых государствах пригодные температурные условия в различного рода помещениях регламентируются санитарными правилами и стандартами. Такие условия могут быть реализованы в большинстве стран мира только при постоянном подводе к объекту отопления (теплоприёмнику) определённого количества тепла, которое зависит от температуры наружного воздуха, для чего чаще всего используется горячая вода с конечной температурой у потребителей около 80—90 °C. Также для различных технологических процессов промышленных предприятий может требоваться так называемый производственный пар с давлением 1—3 МПа. В общем случае снабжение любого объекта теплом обеспечивается системой, состоящей из:
- источника тепла, например котельной;
- тепловой сети, например из трубопроводов горячей воды или пара;
- теплоприёмника, например батареи водяного отопления.

### Централизованное теплоснабжение

Новосибирская ТЭЦ-5.

Характерной чертой централизованного теплоснабжения является наличие разветвлённой тепловой сети, от которой питаются многочисленные потребители (заводы, здания, жилые помещения и пр.). Для централизованного теплоснабжения используются два вида источников:
- Теплоэлектроцентрали (ТЭЦ);
- Котельные, которые делятся на:
  - Водогрейные;
  - Паровые.

### Децентрализованное теплоснабжение
Систему теплоснабжения называют децентрализованной, если источник теплоты и теплоприёмник практически совмещены, то есть тепловая сеть или очень маленькая, или отсутствует. Такое теплоснабжение может быть индивидуальным, когда в каждом помещении используются отдельные отопительные приборы, например электрические, или местным, например обогрев здания с помощью собственной малой котельной. Обычно теплопроизводительность таких котельных не превышает 1 Гкал/ч (1,163 МВт). Мощность тепловых источников индивидуального теплоснабжения обычно совсем невелика и определяется потребностями их владельцев. Виды децентрализованного отопления:
- Малые котельные;
- Электрическое, которое делится на:
  - Прямое;
  - Аккумуляционное;
  - Теплонасосное;
- Печное.

### Тепловые сети
Тепловая сеть — сложное инженерно-строительное сооружение, служащее для транспорта тепла с помощью теплоносителя, воды или пара, от источника, ТЭЦ или котельной, к тепловым потребителям.
От коллекторов прямой сетевой воды с помощью магистральных теплопроводов горячая вода подаётся в населённые пункты. Магистральные теплопроводы имеют ответвления, к которым присоединяется разводка к тепловым пунктам, в которых находится теплообменное оборудование с регуляторами, обеспечивающими снабжение потребителей тепла и горячей воды. Тепловые магистрали соседних ТЭЦ и котельных для повышения надёжности теплоснабжения соединяют перемычками с запорной арматурой, которые позволяют обеспечить бесперебойное теплоснабжение даже при авариях и ремонтах отдельных участков тепловых сетей и источников теплоснабжения. Таким образом, тепловая сеть любого города является сложным комплексом теплопроводов, источников тепла и его потребителей.

## Энергетическое топливо

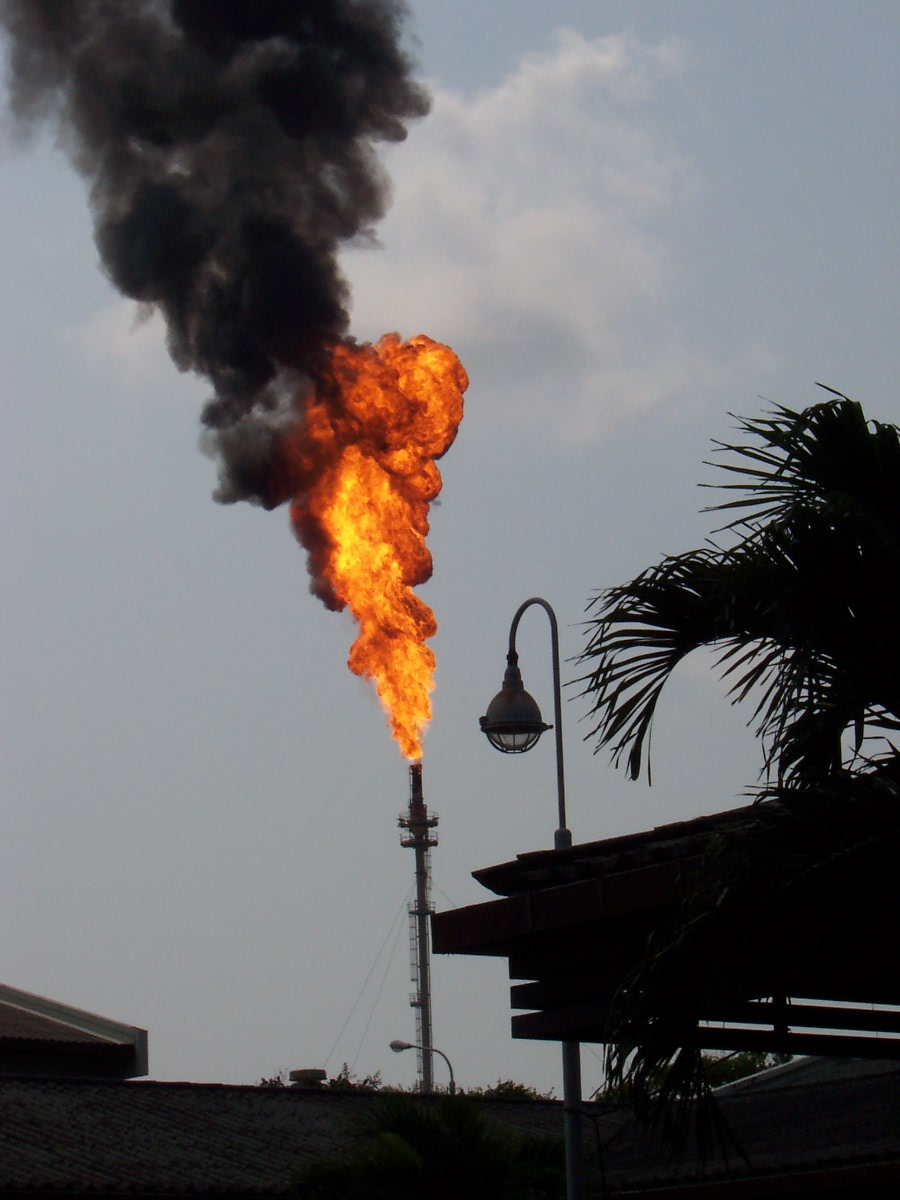
Газовый факел в Таиланде.

Так как большинство из традиционных электростанций и источников теплоснабжения выделяют энергию из невозобновляемых ресурсов, вопросы добычи, переработки и доставки топлива чрезвычайно важны в энергетике. В традиционной энергетике используются два принципиально отличных друг от друга видов топлива.

### Органическое топливо
В зависимости от агрегатного состояния органическое топливо делится на газообразное, жидкое и твёрдое, каждое из них в свою очередь делится на естественное и искусственное. Доля такового топлива в мировом энергобалансе составляла в 2000 году около 65 %, из которых 39 % приходились на уголь, 16 % на природный газ, 9 % на жидкое топливо(2000 г.). В 2010 году по данным BP доля ископаемого органического топлива 87 %, в том числе: нефть 33,6 %, уголь 29,6 % газ 23,8 %.Tо же по данным «Renewable21» 80,6 %, не считая традиционной биомассы 8,5 %.

#### Газообразное
Естественным топливом является природный газ, искусственным:
- Генераторный газ;
- Коксовый газ;
- Доменный газ;
- Продукты перегонки нефти;
- Газ подземной газификации;
- Биогаз;
- Синтез-газ.

#### Жидкое
Естественным топливом является нефть, искусственным называют продукты его перегонки:
- Бензин;
- Керосин;
- Соляровое масло;
- Мазут.

#### Твёрдое
Естественным топливом являются:
- Ископаемое топливо:
  - Торф;
  - Бурый уголь;
  - Каменный уголь;
  - Антрацит;
  - Горючий сланец;
- Растительное топливо:
  - Дрова;
  - Древесные отходы;
  - Топливные брикеты;
  - Топливные гранулы.

Искусственным твёрдым топливом являются:
- Древесный уголь;
- Кокс и полукокс;
- Углебрикеты;
- Отходы углеобогащения[1][14].

### Ядерное топливо
В использовании ядерного топлива вместо органического состоит главное и принципиальное отличие АЭС от ТЭС. Ядерное топливо получают из природного урана, который добывают:
- В шахтах (Франция, Нигер, ЮАР);
- В открытых карьерах (Австралия, Намибия);
- Способом подземного выщелачивания (Казахстан, США, Канада, Россия).

Для использования на АЭС требуется обогащение урана, поэтому его после добычи отправляют на обогатительный завод, после переработки на котором 90 % побочного обеднённого урана направляется на хранение, а 10 % обогащается до нескольких процентов (3—5 % для энергетических реакторов). Обогащённый диоксид урана направляется на специальный завод, где из него изготавливают цилиндрические таблетки, которые помещают в герметичные циркониевые трубки длиной почти 4 м, ТВЭЛы (тепловыделяющие элементы). По нескольку сотен ТВЭЛов для удобства использования объединяют в ТВС, тепловыделяющие сборки.

## Энергетические системы

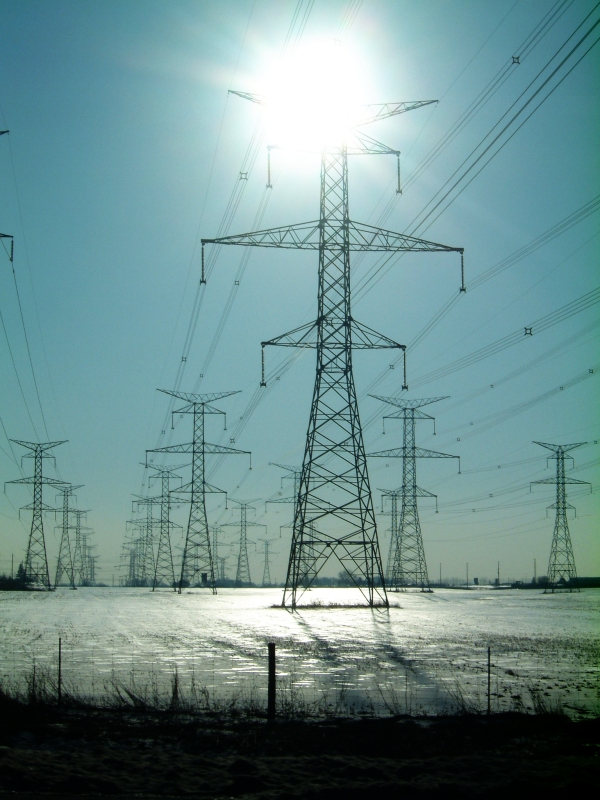
Канада. Массивы опор линий электропередачи уходят за горизонт

Энергетическая система (энергосистема) — в общем смысле совокупность энергетических ресурсов всех видов, а также методов и средств для их получения, преобразования, распределения и использования, которые обеспечивают снабжение потребителей всеми видами энергии. В энергосистему входят системы электроэнергетическая, нефте- и газоснабжения, угольной промышленности, ядерной энергетики и другие. Обычно все эти системы объединяются в масштабах страны в единую энергетическую систему, в масштабах нескольких районов — в объединённые энергосистемы.
Объединение отдельных энергоснабжающих систем в единую систему также называют межотраслевым топливно-энергетическим комплексом (ТЭК), оно обусловлено прежде всего взаимозаменяемостью различных видов энергии и энергоресурсов.
Часто под энергосистемой в более узком смысле понимают совокупность электростанций, электрических и тепловых сетей, которые соединены между собой и связаны общими режимами непрерывных производственных процессов преобразования, передачи и распределения электрической и тепловой энергии, что позволяет осуществлять централизованное управление такой системой. В современном мире снабжение потребителей электроэнергией производится от электростанций, которые могут находиться вблизи потребителей или могут быть удалены от них на значительные расстояния. В обоих случаях передача электроэнергии осуществляется по
линиям электропередачи. Однако в случае удалённости потребителей от электростанции передачу приходится осуществлять на повышенном напряжении, а между ними сооружать повышающие и понижающие подстанции. Через эти подстанции с помощью электрических линий электростанции связывают друг с другом для параллельной работы на общую нагрузку, также через тепловые пункты с помощью теплопроводов, только на гораздо меньших расстояниях связывают между собой ТЭЦ и котельные. Совокупность всех этих элементов называют энергосистемой, при таком объединении возникают существенные технико—экономические преимущества:
- существенное снижение стоимости электро- и теплоэнергии;
- значительное повышение надёжности электро- и теплоснабжения потребителей;
- повышение экономичности работы различных типов электростанций;
- снижение необходимой резервной мощности электростанций.

Такие огромные преимущества в использовании энергосистем привели к тому, что уже к 1974 году лишь менее 3 % всего количества электроэнергии мира было выработано отдельно работавшими электростанциями. С тех пор мощность энергетических систем непрерывно возрастала, а из более мелких создавались мощные объединённые системы.